# Caroline du Nord durant la guerre de Sécession
L'État de Caroline du Nord est une source importante de soldats, de ravitaillement, et de matériels de guerre pour les États confédérés d'Amérique pendant la guerre de Sécession. La ville de Wilmington est un des ports majeurs de la Confédération, maintenant un lien vital commercial avec le Royaume-Uni et les autres pays, spécialement après l'étranglement par le blocus de l'Union de la plupart des autres ports confédérés. De grandes quantités d'armes, de munitions et de fournitures militaires irriguent le Sud à partir de Wilmington.
Les troupes de Caroline du Nord jouent un rôle majeur lors de la douzaine de batailles majeures, dont la bataille de Gettysburg, où les Tar Heels jouent un rôle déterminant lors de la charge de Pickett. L'une des dernières principales armées confédérées, celle de Joseph E. Johnston, se rend près de Bennett Place en Caroline du Nord après la campagne des Carolines.

## Origines

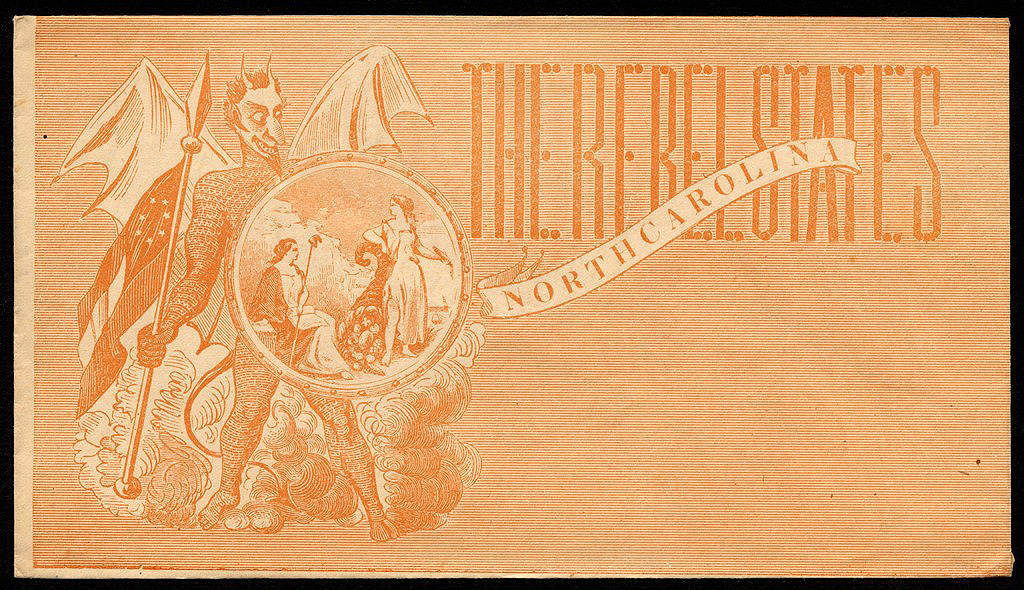
Propagande de l'Union montrant sceau de la Caroline du Nord tenu par le diable.

La Caroline du Nord est une terre de contrastes. Sur la plaine côtière, elle est un état de plantations avec une longue histoire d'esclavage. Néanmoins, il n'y a pas de plantation et seulement quelques esclaves dans la partie occidentale montagneuse de l'État. Ces perspectives différentes se révèlent lors de l'élection présidentielle américaine de 1860 tendue et de ses conséquences. Les votes électoraux de Caroline du Nord vont au démocrate sudiste John C. Breckinridge, un ardent défenseur de l'esclavage qui espère étendre l'« institution particulière » dans les territoires occidentaux des États-Unis, plutôt que vers le candidat de l'Union constitutionnelle, John Bell, qui remporte plus le Haut Sud. Alors, la Caroline du Nord (en contraste marqué avec la plupart des États que Breckinridge remporte) est réticente à faire sécession de l'Union lorsqu'il devient clair que le républicain Abraham Lincoln a remporté l'élection présidentielle. En fait, la Caroline du Nord ne fait pas sécession avant le 20 mai 1861, après la chute du fort Sumter et la sécession du meneur du Haut Sud, la Virginie.
Quelques Caroliniens du Nord blancs, spécialement les fermiers « yeoman » qui possède peu ou aucun esclaves ont des sentiments ambivalents à propos de la Confédération ; l'évitement de la conscription, la désertion, et l'évasion fiscale sont communs pendant les années de la guerre de Sécession, spécialement dans la partie occidentale de l'État sympathisante de l'Union. Les Caroliniens du Nord blancs du centre et de l'est sont plus enthousiastes à propos de la cause confédérée ; la Caroline du Nord contribue avec plus de troupes pour la Confédération que tout autre État.
Initialement, la politique de la population confédérée est un embargo des envois de coton vers l'Europe dans l'espoir de les forcer à reconnaître l'indépendance de la Confédération pour reprendre le commerce. Le plan échoue, et de plus le blocus naval des ports du Sud fait effondrer drastiquement le commerce international de la Caroline du Nord par transport maritime. À l'intérieur, la Confédération a beaucoup moins de voies ferrées que l'Union. La dégradation du système de transport confédéré pèse énormément sur les habitants de Caroline du Nord, comme pèse l'inflation incontrôlée des années de guerre et les restrictions alimentaires dans les villes. Au printemps 1863, des émeutes alimentaires surviennent à Salisbury.
Bien qu'il n'y ait que peu de combats militaires dans les districts occidentaux, les tensions psychologiques s'accroissent de plus en plus. Les historiens John C. Inscoe et Gordon B. McKinney précisent que dans les montagnes occidentales :

« Les idéologies divergentes se transformèrent en loyautés opposées, et ces divisions finirent par s'avérer aussi perturbatrices que n'importe quoi imposé par des armées extérieures ... Alors que les montagnes servaient de refuges et de cachettes aux déserteurs, aux réfractaires, aux esclaves échappés et aux prisonniers de guerre évadés, le conflit est devenu encore plus localisé et interne, et est en même temps devenu beaucoup plus désordonné, moins rationnel, et plus mesquin, vindicatif et personnel(p9). »

## Campagnes en Caroline du Nord
De septembre 1861 à juillet 1862, le major général de l'Union Ambrose Burnside, commandant le département de Caroline du Nord, forme un corps expéditionnaire de Caroline du Nord et se met à s'emparer des ports et des villes clés. Ses succès à la bataille de Roanoke Island et à la bataille de New Bern aident à renforcer le contrôle fédéral sur une partie des côtes de la Caroline.
Les combats se poursuivent en Caroline du Nord sporadiquement tout au long de la guerre. En 1864, les confédérés prennent l'offensive en Caroline du Nord, essayant de récupérer une partie du territoire perdu lors de l'expédition de Burnside. Ils ne parviennent pas à reprendre New Bern (en), mais reprennent Plymouth (en) et le tiennent pendant 6 mois. De plus, l'armée de l'Union lance plusieurs tentatives pour capturer le fort Fisher. Aux derniers jours de la guerre, une grande force fédérale sous les ordres du général Sherman marche dans la Caroline du Nord, et dans une série de mouvements qui deviennent connus comme la campagne des Carolines, occupe la plupart de l'État et défait les confédérés lors de plusieurs batailles cléfs, dont Averasborough et Bentonville. Contrairement à la destruction gratuite que les troupes de Sherman opèrent en Géorgie et en Caroline du Sud, elles se comportent en Caroline du Nord avec un minimum de retenue, car l'État n'a pas été particulièrement désireux de rejoindre la Confédération. La reddition de l'armée confédérée du général Joseph E. Johnston à Bennett Place en avril 1865 met un terme à la guerre dans le théâtre oriental.

## Batailles en Caroline du Nord
- Bataille du détroit d'Albemarle
- Bataille d'Averasborough
- Bataille de Bentonville
- Bataille de Fort Anderson
- Première bataille de Fort Fisher
- Seconde bataille de fort Fisher
- Bataille de Fort Macon
- Bataille de Goldsboro Bridge
- Bataille des Hatteras Inlet Batteries
- Bataille de Kinston
- Bataille de Monroe's Cross Roads
- Bataille de Morrisville (en)
- Bataille de New Bern
- Bataille de Plymouth (1864) (en)
- Bataille de Roanoke Island
- Bataille de South Mills
- Bataille de Tranter's Creek
- Bataille de Washington
- Bataille de White Hall
- Bataille de Wilmington
- Bataille de Wyse Fork

## Dirigeant notables confédérés de Caroline du Nord

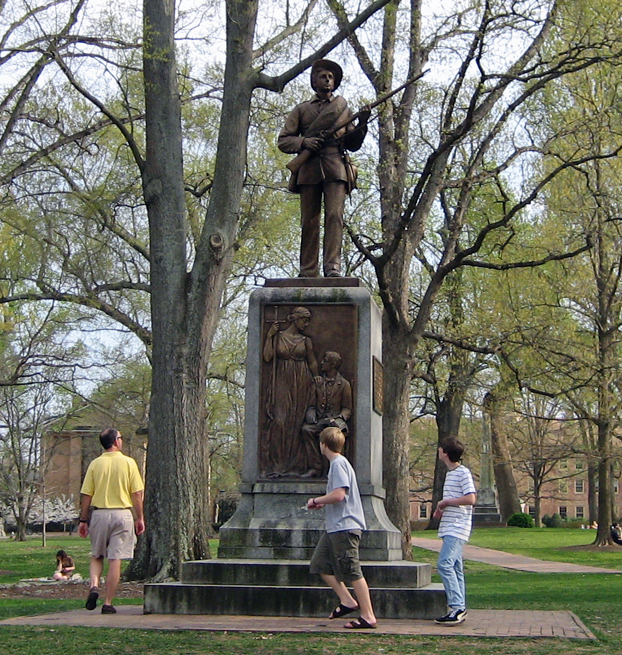
Mémorial confédéré Silent Sam sur le campus principal de l'université de Caroline du Nord à Chapel Hill.

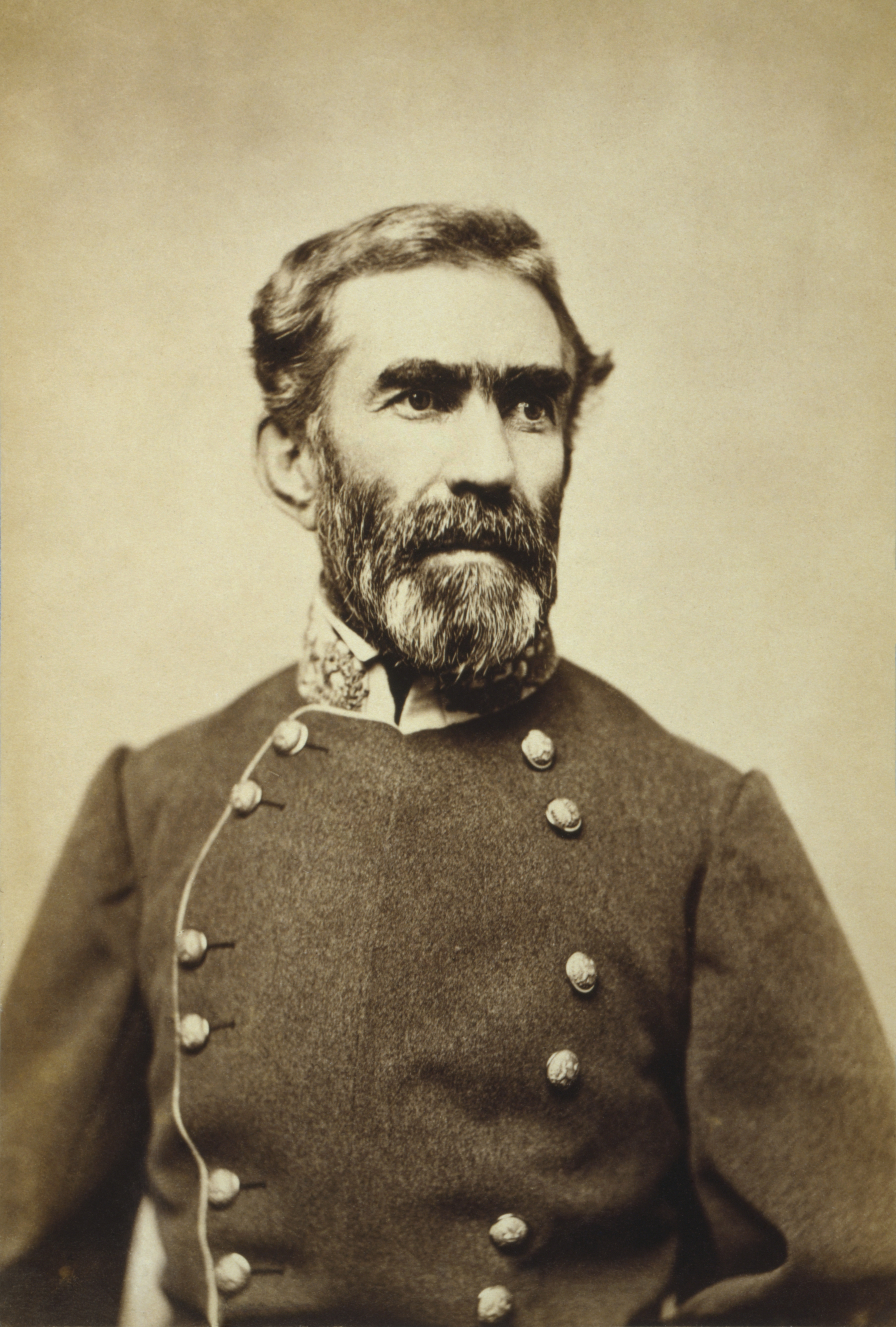
Général Braxton Bragg
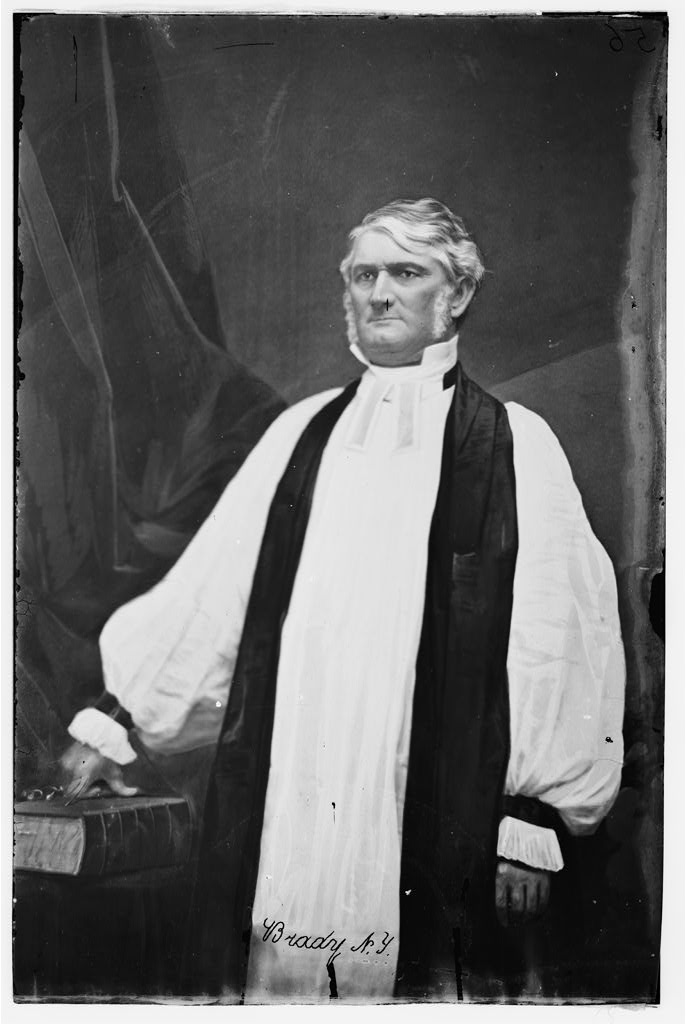
Lieutenant général Leonidas Polk
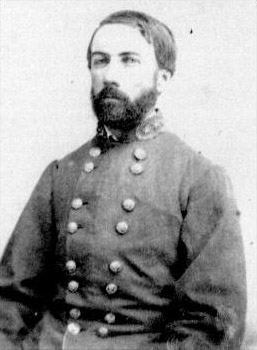
Major général D. H. Hill
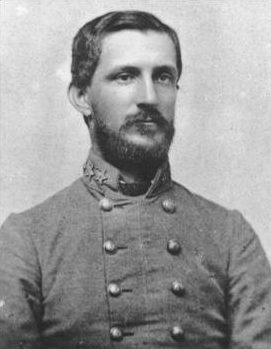
Major général Robert F. Hoke
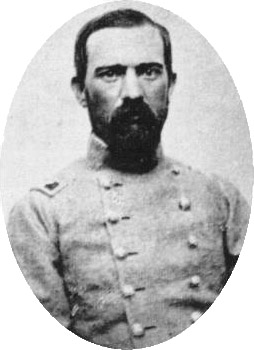
Major général Dorsey Pender
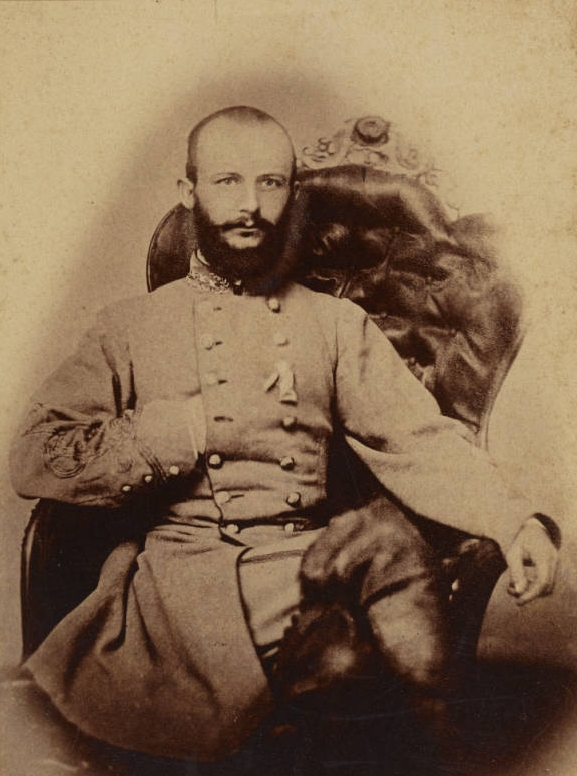
Major général Stephen Dodson Ramseur
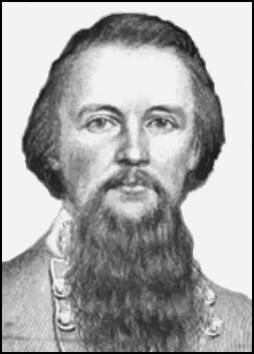
Brigadier général George B. Anderson
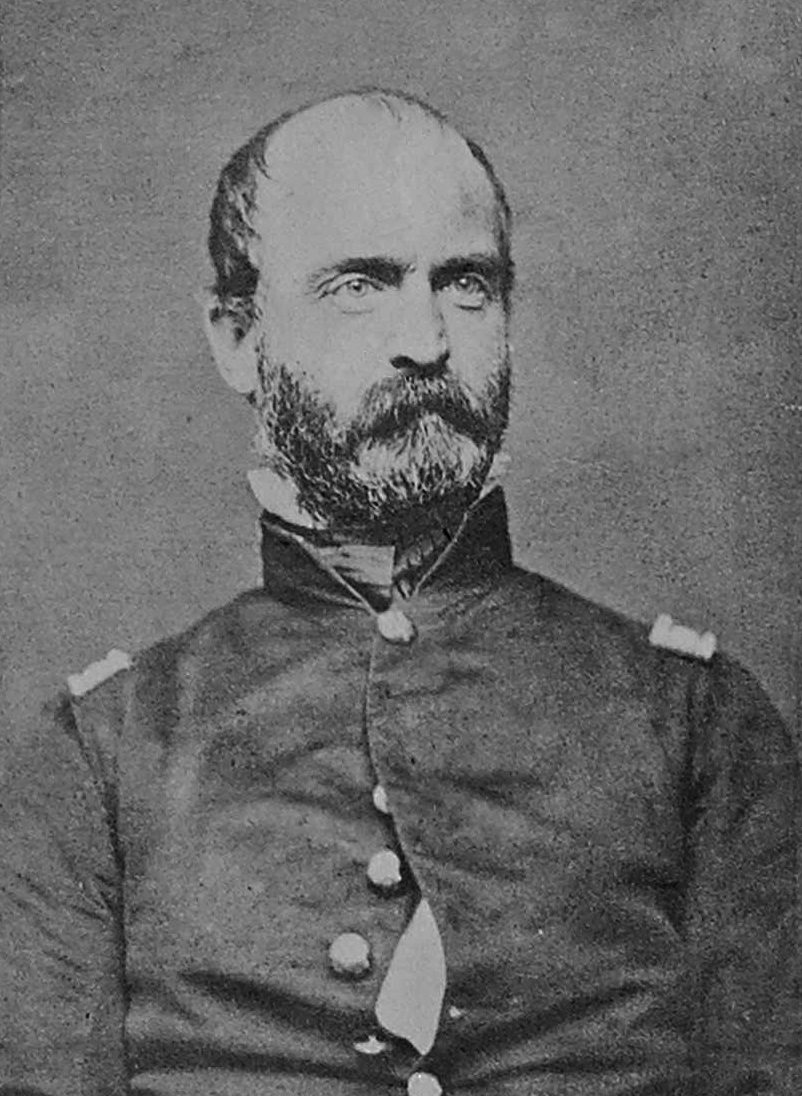
Brigadier général Lewis A. Armistead
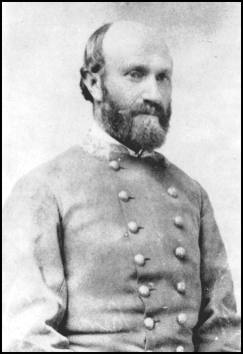
Brigadier général Rufus Barringer
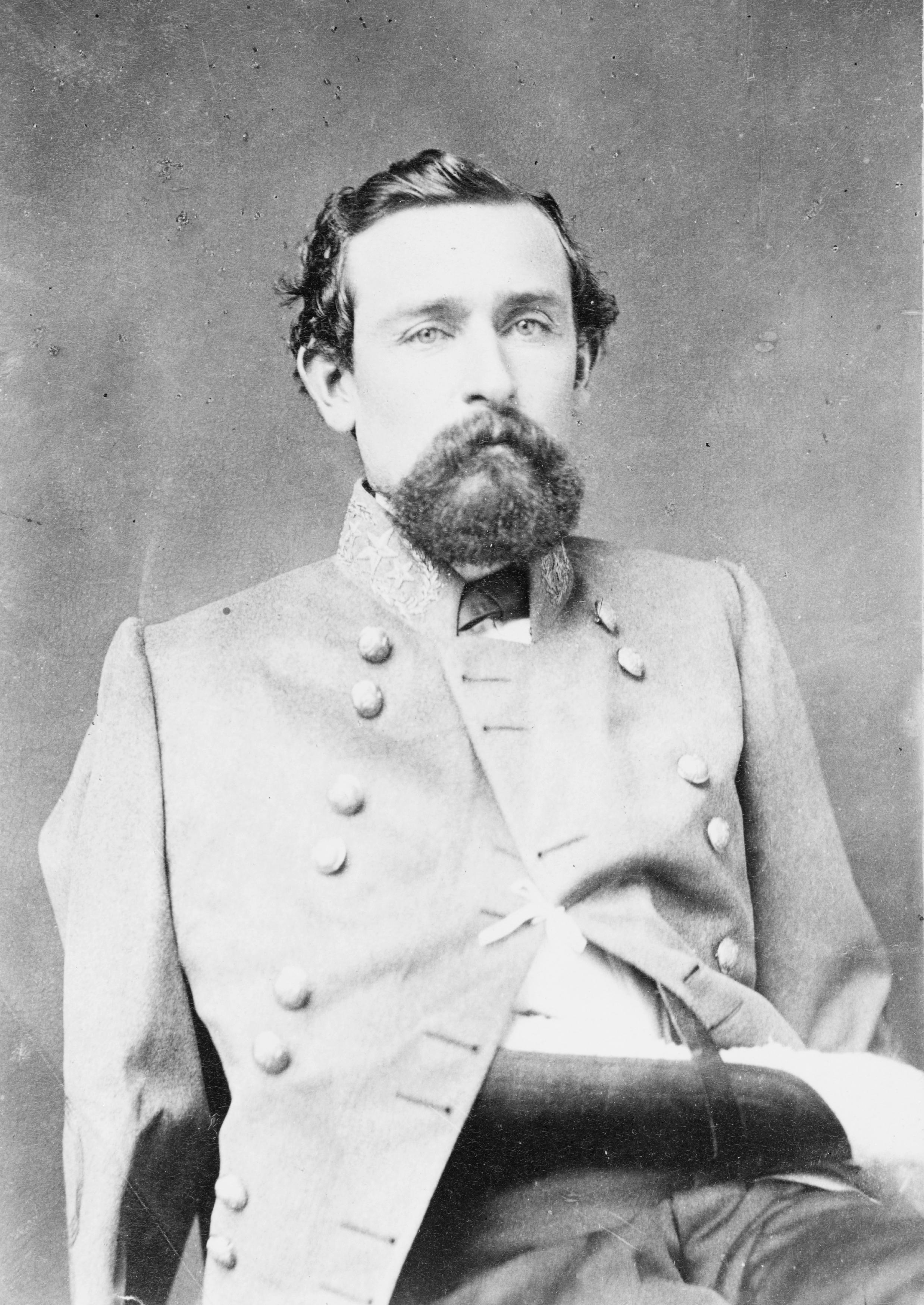
Brigadier général Laurence S. Baker
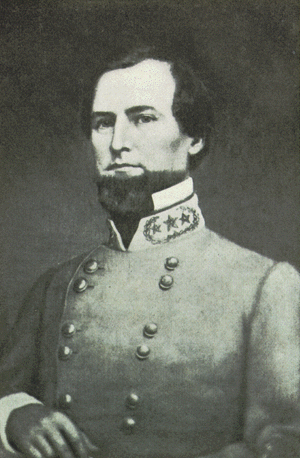
Brigadier général Lawrence O'Bryan Branch (en)
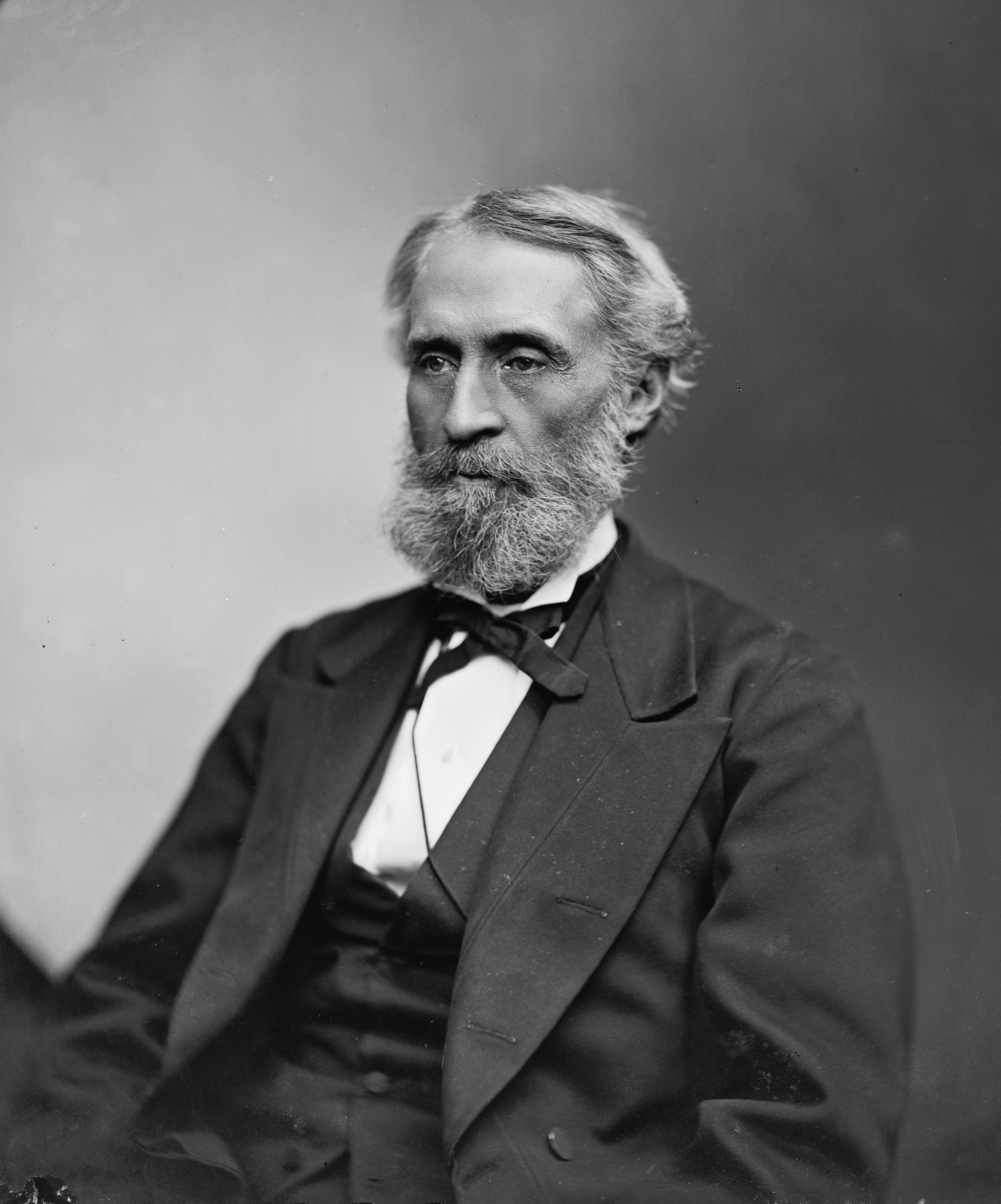
Brigadier général Thomas Lanier Clingman (en)
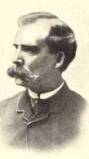
Brigadier général WIlliam Ruffin Cox (en)
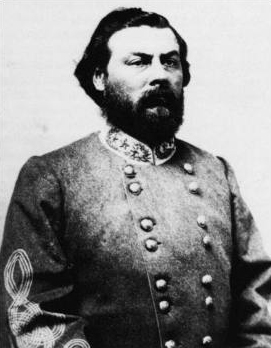
Brigadier général Junius Daniel
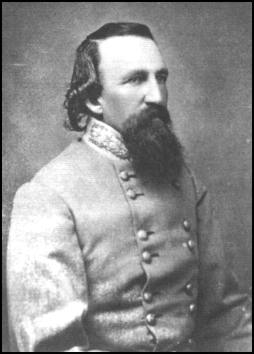
Brigadier général James Byron Gordon (en)
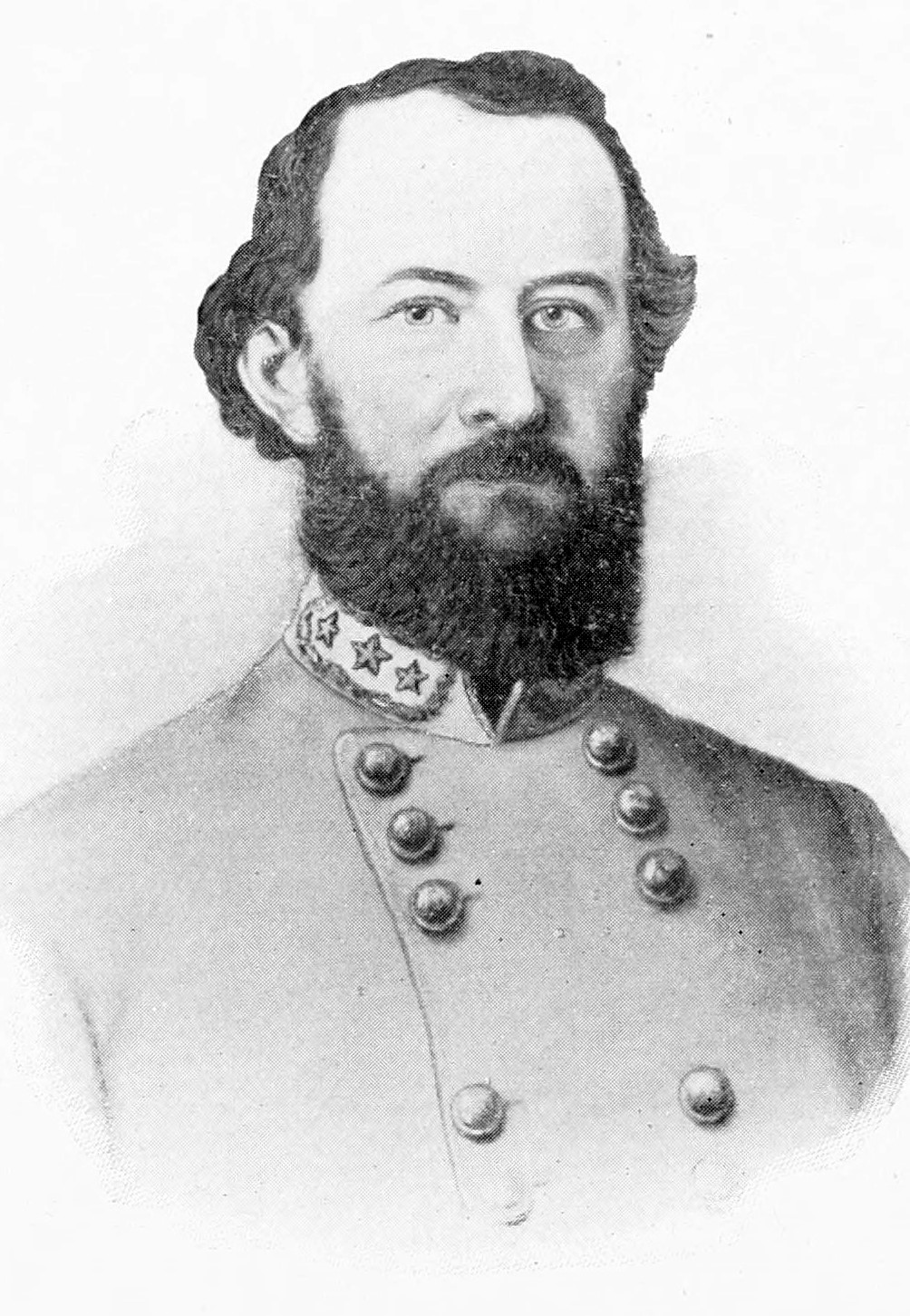
Brigadier général Bryan Grimes
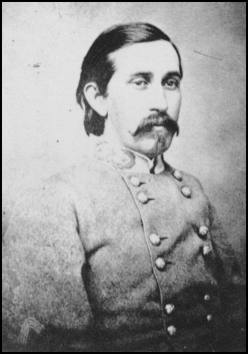
Brigadier général Robert Daniel Johnston (en)
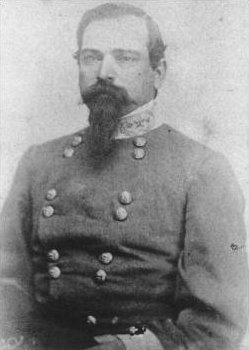
Brigadier général William Whedbee Kirkland (en)
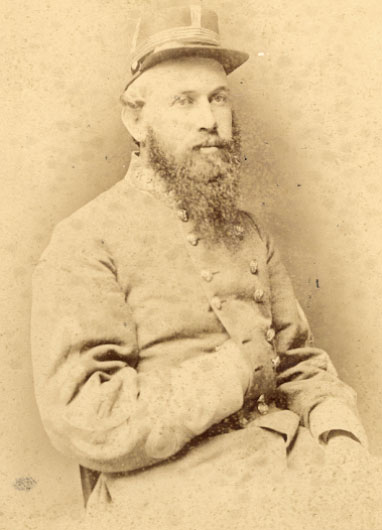
Brigadier général James H. Lane
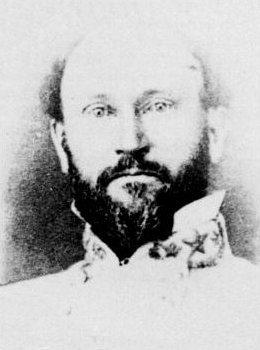
Brigadier général James Green Martin (en)
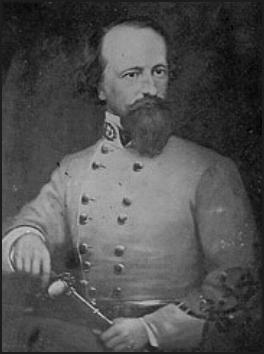
Brigadier général James Johnston Pettigrew
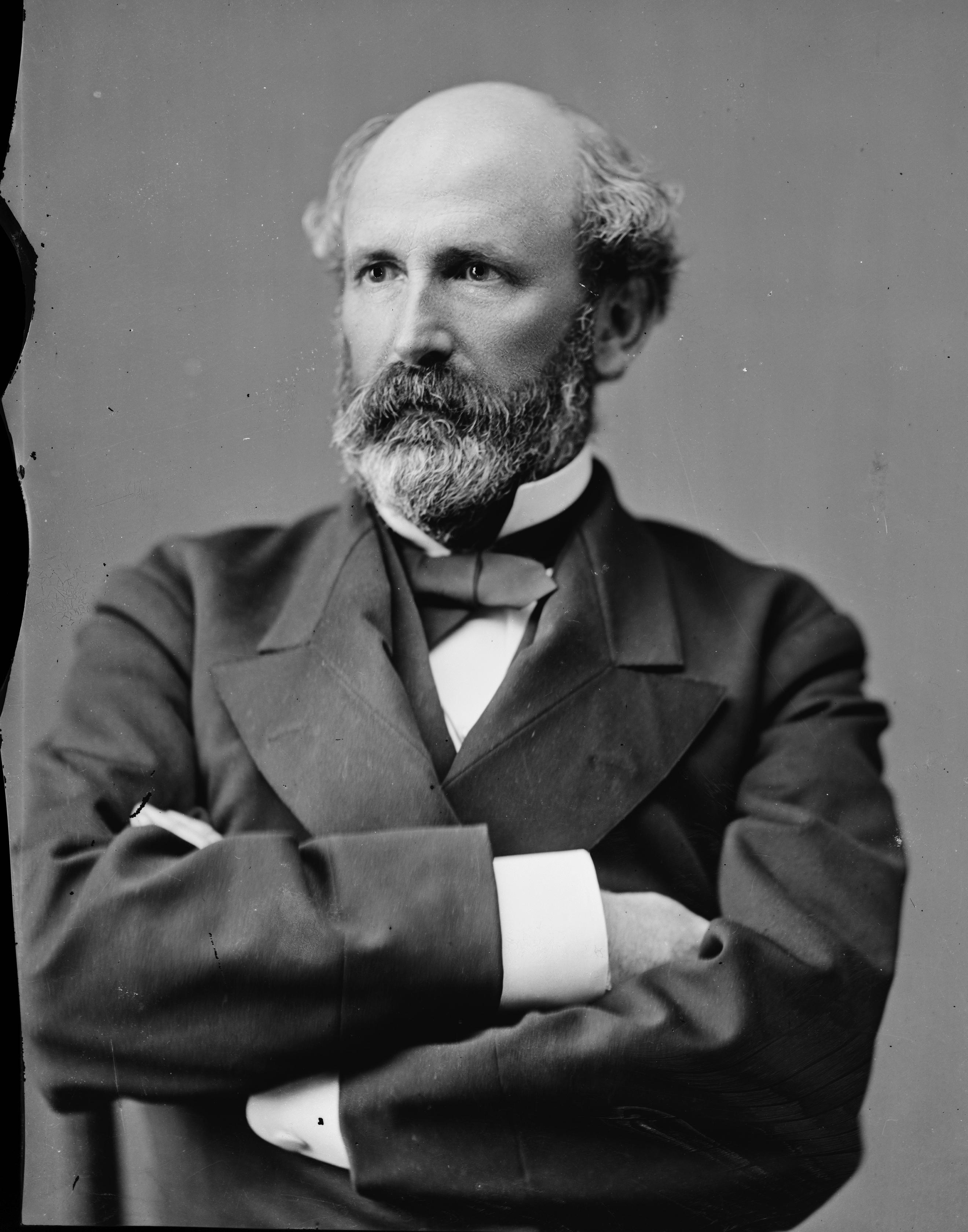
Brigadier général Matt W. Ransom
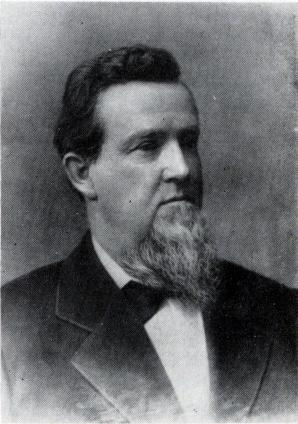
Brigadier général Alfred M. Scales

## Gouvernement et politiques
Henry Toole Clark (en) sert en tant que gouverneur de l'État de juillet 1861 à septembre 1862. Clark fonde une prison confédérée en Caroline du Nord, met en place des connexions commerciales européennes, et construit une fabrique de poudre à canon prospère. Son successeur Zebulon Vance accroît l'assistante de l'État pour les soldats sur le terrain. Alors que la guerre se poursuit, William Woods Holden (en) devient un critique tranquille du gouvernement confédéré, et un dirigeant du mouvement de la paix de Caroline du Nord. En 1864, il est le « candidat de la paix » malheureux contre le gouverneur sortant Vance. Les unionistes de Caroline du Nord forment un groupe appelé les héros de l'Amérique qui sont alliés avec les États-Unis avec près 10 000 hommes, dont quelques-uns possiblement noirs, ils aident les unionistes du Sud (en) à s'échapper vers les lignes des États-Unis.